# تاليا كاستيلانو
تاليا كاستيلانو (بالإنجليزية: Talia Castellano)‏ (18 أغسطس 1999، أورلاندو في الولايات المتحدة - 17 يوليو 2013، أورلاندو في الولايات المتحدة)؛ يوتيوبرية وروائية أمريكية.